# فرودگاه اندنس اندیا
فرودگاه اندنس اندیا (به انگلیسی: Andøya Airport, Andenes) (به زبان بومی: Andenes/Andøya Airport) یک فرودگاه نظامی و همگانی با کد یاتا ANX است که یک باند فرود آسفالت دارد و طول باند آن ۱۶۷۲ متر است. این فرودگاه در کشور نروژ قرار دارد و در ارتفاع ۱۳ متری از سطح دریا واقع شده است.

## شرکت‌های هواپیمایی و مقصدهای پروازی
| شرکت‌های هواپیمایی | مقصدهای پروازی                                                   |
| ----------------- | ---------------------------------------------------------------- |
| نروجین ایر شاتل   | فصلی: گاردرموئن اسلو                                             |
| ویدروئه           | بودو، هارستاد/نارویک اونس، اسکاگن استوکمارکنس، هلو سلوار, ترومسا |